# Nadeschda Nikolajewna Suschkina
Nadeschda Nikolajewna Suschkina, geboren Popowa, (russisch Надежда Николаевна Сушкина, урожд. Попова; * 10. Julijul. / 22. Juli 1889greg. in Alatyr, Gouvernement Simbirsk; † 20. Dezember 1975 in Moskau) war eine russische bzw. sowjetische Bodenkundlerin und Hochschullehrerin.

## Leben
Suschkina studierte von 1905 bis 1910 in Moskau in den von Wladimir Guerrier gegründeten Moskauer Höheren Kursen für Frauen (ab 1918 2. Moskauer Universität und seit 1930 Pädagogische Staatliche Universität Moskau) in der Naturwissenschaftlichen Abteilung. Darauf arbeitete sie wissenschaftlich-pädagogisch bis nach der Oktoberrevolution im Charkower Medizinischen Institut.
Während des Bürgerkriegs lehrte Suschkina von 1919 bis 1921 in Simferopol an der Taurischen Universität in der Biologischen Fakultät. Darauf war sie wissenschaftliche Mitarbeiterin des Petrograder/Leningrader Zoologischen Museums der Akademie der Wissenschaften der UdSSR (AN-SSSR).
Ab 1929 war Suschkina wissenschaftliche Mitarbeiterin des Moskauer Dokutschajew-Instituts für Bodenkunde der AN-SSSR. Ohne Verteidigung einer Dissertation wurde sie 1934 zur Kandidatin der biologischen Wissenschaften promoviert. Ihr Forschungsschwerpunkt war die Diazotrophie in den verschiedenen natürlichen Böden der Sowjetunion. Sie untersuchte insbesondere die Verteilung der Bakterien der Art Azotobacter chroococcum in Abhängigkeit von den jeweiligen geomorphologischen Gegebenheiten. Unter ihrer Leitung wurde erstmals eine quantitative Bewertung des Einflusses von Mikroorganismen auf die Zusammensetzung der natürlichen Böden vorgenommen. Sie verteidigte 1940 ihre Doktor-Dissertation über die ökologisch-geographische Verbreitung der Azotobakterien in den Böden der UdSSR mit Erfolg für die Promotion zur Doktorin der biologischen Wissenschaften. Die Ernennung zur Professorin erfolgte 1942.
Neben ihrer Forschungstätigkeit lehrte Suschkina ab 1942 an der Universität Moskau (MGU) in der Fakultät für Geologie und Bodenkunde. Sie war Professorin des Lehrstuhls für Bodenkunde, bis sie 1953 den ersten Lehrstuhl für Bodenbiologie in der Sowjetunion organisierte und bis zu ihrem Tode leitete. Das Laboratorium für Mikrobiologie leitete sie seit 1943.
Suschkina war mit dem Zoologen und Paläontologen Pjotr Suschkin (1868–1928) verheiratet.

## Ehrungen, Preise
- W.-R.-Wiljams-Preis der Sowjetischen Akademie für Landwirtschaftswissenschaften (1973)[4]